# Haworthia jansenvillensis
Haworthia jansenvillensis är en grästrädsväxtart som beskrevs av Ingo Breuer. Haworthia jansenvillensis ingår i släktet Haworthia och familjen grästrädsväxter. Inga underarter finns listade i Catalogue of Life.